# David Skalický
David Skalický (* 14. srpna 1980 Jindřichův Hradec) je český bohemista.

## Studium
Skalický vystudoval Bohemistiku a literární vědu na Filozofické fakultě Jihočeské univerzity v Českých Budějovicích, zde své studium zakončil disertací na téma Možností aplikace sémantického gesta při interpretaci literárních textů v roce 2008. 

## Profesní život
V letech 2009–2010 působil na kansaské University of Kansas, kde vyučoval v rámci Fulbrightova stipendia.
Skalický působí jako tajemník katedry a odborný asistent na Ústavu věd o umění a kultuře FF JU, kde vyučuje především předměty související se strukturální estetikou, sémiotikou a literaturou.Od r. 2010 působí na Ústavu bohemistiky, od r. 2015 na Ústavu věd o umění a kultuře FF JU.   Dále je vědeckým, výzkumným a vývojovým pracovníkem v Centru pro výzkum novější české literatury a literární teorie. Skalický stojí též ve vedení fakulty, kde funguje v roli proděkana pro studium.